# Le Val-Larrey
Le Val-Larrey – gmina we Francji, w regionie Burgundia-Franche-Comté, w departamencie Côte-d’Or. W 2013 roku liczba ludności wynosiła 269 mieszkańców. 
Gmina została utworzona 1 stycznia 2019 roku z połączenia dwóch ówczesnych gmin: Bierre-lès-Semur oraz Flée. Siedzibą gminy została miejscowość Flée. 